# Sneakers (film)
Sneakers (pl. Włamywacze) – amerykański film sensacyjny z 1992 roku.